# 奥地利
奥地利共和国（德語：Republik Österreich），通稱奥地利，是一个位於中歐的內陸國家，但在歷史上也被分類成西歐或者東歐的主權國家。奧地利与多國接壤，东面是匈牙利和斯洛伐克，南面是意大利和斯洛文尼亚，西面是列支敦士登和瑞士，北面是德国和捷克。首都兼最大城市是維也納。全國人口约900万。國土面積83,855平方（32,377平方英里），同時由于阿爾卑斯山的存在，奧地利成爲了一個山地國，只有32%的國土海拔低於500（1,600英尺），最高點海拔3,798（12,461英尺）。
如今的奧地利是一個实行联邦制与議會共和制的代議民主國家，下含九個聯邦州。奧地利是當今世界最富裕的國家之一，2022年的人均國民生產總值達到56,506美元。其人類發展指數在2014年排世界第21位。同時自1995年以來就是歐盟成員，是OECD的創始國之一。1995年簽訂申根公約，1999年接受並于2002年起使用歐元。奧地利和德國、瑞士、盧森堡均屬於德語區，在歷史上是日耳曼民族的文化發源地之一，其首都維也納曾經是神聖羅馬帝國、奧地利帝國和奧匈帝國的帝都，也是統治中歐1300餘年（650～1918年）的哈布斯堡王朝之核心，在歷史上亦和同屬中歐的匈牙利、捷克、斯洛伐克和波蘭，南歐的斯洛文尼亞、克羅地亞（兩國長期由奧地利帝國和奧匈帝國統治，人民多信奉天主教，文化也接近中歐多於南歐）有緊密的關聯。

## 名稱
奧地利的德文名稱Österreich源自古高地德語Ostarrîchi，即是“東方的邊藩”，首見於996年；該名可能是中世紀拉丁語同義詞Marchia orientalis在當地（巴伐利亞）德語方言的轉譯。另一個可能是該名源自一座山的當地稱呼，斯洛文尼亞語“Ostravica”（意即“尖峰”），因為山脈兩面都十分陡峭。奧地利的中文譯名就是由德文名稱音譯過來。
奧地利的拉丁名稱Austria由德語名稱轉譯而來，首見於12世紀。當時奧地利地區（僅上下奧地利）屬於巴伐利亞的最東端。

## 歷史

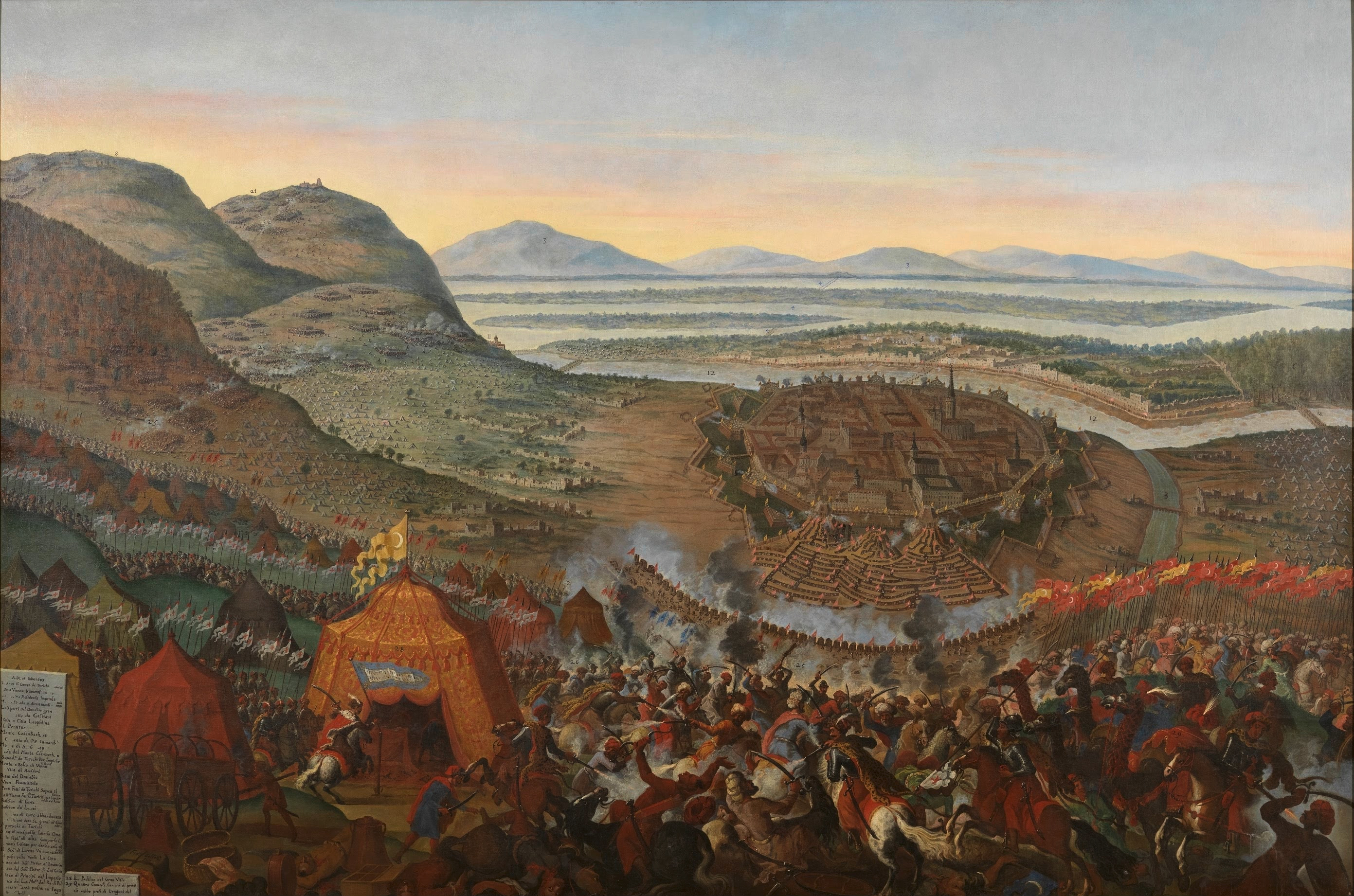
1683年哈布斯堡王朝於维也纳之战打敗了試圖向歐洲中西部擴張的鄂圖曼帝國

根据考古发现，奧地利在舊石器时代已经有人類活动。在羅馬以前，有多個凱爾特人的部落在此地區活動。其後羅馬帝國佔領了凱爾特王國諾里庫姆並設立為行省。
羅馬帝國衰落後奧地利曾先後被匈人、倫巴第人、東哥德人、巴伐利亞人和法蘭克人佔據。一支斯拉夫部落向阿爾卑斯地區遷移，佔據了現今奧地利的中部和東部地區，建立了卡蘭塔尼亞王國。公元788年查理曼征服了該地區，鼓勵拓殖，並引進了基督教。查理曼之後，法兰克帝国分裂，奧地利地區成为独立的東法蘭克王国的一部分，当时該地區被稱爲“marchia Orientalis”（拉丁语“東方邊疆領”之意），由巴伐利人领袖（后来的巴伐利亚公爵）管理。976年被封予巴本堡王朝的利奧波德，作为对抗南斯拉夫人和匈牙利人的前线基地。
奧地利這個名字最早見諸記錄是在996年，當時寫作Ostarrîchi，亦即“東方邊疆領”（法蘭克王國之領土最東端）的古德语翻译。1156年的小特权將奧地利升格為公國；1192年巴本堡王朝又獲得了施蒂利亞公國。1246年奧地利的腓特烈二世在萊塔河戰役中戰死後，巴本堡王朝絕嗣，奧地利遂落入波希米亞的普热米斯尔·奥托卡二世之手。但1278年在邊疆領之戰中奧托卡二世敗于德意志的魯道夫一世，從此直至第一次世界大戰結束后爲止，奧地利一直受哈布斯堡家族統治。
哈布斯堡家族在14、15世紀積極擴張領土。1526年奧地利取得了波希米亞和鄂圖曼帝國未有佔領的匈牙利，兩大帝國之間的摩擦日益增多。1683年9月12日的維也納之戰中奧地利聯合來自波蘭的援軍將圍困維也納兩個月之久的鄂圖曼帝國軍隊擊敗。這場戰役阻止了鄂圖曼帝國向歐洲中西部擴張的行動，並維持了哈布斯堡王朝在中歐的霸權；隨後的一連串軍事行動，導致1699年卡尔洛夫齐条约的簽訂，奧地利獲取匈牙利全境。從此至1806年神聖羅馬帝國覆亡之前，哈布斯堡家族便等同神聖羅馬帝國。
隨著普魯士的崛起，奧地利開始了與普魯士之間長期的爭奪德意志地區霸權的鬥爭。同時奧地利也先後夥同普魯士及俄羅斯兩次參與瓜分波蘭（第一次和第三次）。
1806年神聖羅馬帝國解體，而在此兩年前，弗蘭茨一世（即神聖羅馬帝國的弗蘭茨二世皇帝）宣佈自己為奧地利帝國的皇帝，統治範圍是以奧地利為中心的哈布斯堡王朝世襲領地。1867年，為了化解奧地利在普奧戰爭中的失利對帝國的衝擊，哈布斯堡王朝被迫對帝國內強大的匈牙利貴族妥協，宣佈將奧地利帝國更改為所謂共主邦聯──奧匈帝國，匈牙利地區在理論上升級為奧匈帝國內部的一個王國，並擁有自己的國王（在奧匈帝國半個世紀的歷程中匈牙利國王始終由奧匈帝國皇帝兼任），議會和海關系統等；這種局面一直維持到第一次世界大戰結束為止。在一戰中戰敗的奧匈帝國被分割為多個小國家，其中原先内莱塔尼亚的一部分成為了奧地利第一共和國（在1918年10月21日至1919年9月21日間的11個月稱為“德意志奧地利共和國”），並被禁止与德国（即當時的魏瑪共和國）合併。1938年，納粹德國實現了德奧合併，奧地利到二戰結束前的7年都受其統治。
納粹德國於1945年戰敗後，奧地利進入盟軍統治時期，直到1955年奧地利國家條約簽訂為止。在奧地利宣佈成為永久中立國之後，佔領奧地利的各同盟國軍隊陸續撤離，奧地利最終獲得獨立並成為今天的奧地利第二共和國後，奧地利逐漸參與歐洲一體化進程，並於1995年加入歐盟，又於1999年加入歐元區。

## 政治
總統是奧地利的國家元首，由每6年一次的全民選舉直接選出。總統負責提名總理，總理通常是議會中最大黨派的領袖。奧地利國會由兩院組成，分別是由64名州代表構成的聯邦院（即上議院）和183名由直接選舉選出的議員構成的國民院（即下議院）。國民院負責制定法律，主持新政府的就職儀式，通過不信任表決罷免聯邦政府及其成員。聯邦院則代表各州的利益，有權將國民院通過的法案駁回，但如果國民院堅持原法案，聯邦院則無權再次否決。
自第二次世界大戰後，中間偏左的社會民主黨和中間偏右人民黨長期組成大聯合政府，這與其他歐洲國家的聯合政府相比極為少見。
在社會民主黨作為議會第一大黨及佔有總理職位30年之後，1999年大選，右翼民粹主義的自由黨成為第二大黨，因此人民黨結束與社民黨多年的大聯合政府關係，與自由黨合作組成右翼聯盟。這在奧地利國內外都引起強烈反應。國內爆發了大規模的抗議浪潮；歐盟就對新的右翼政府採取政治制裁措施，奧地利外交陷入孤立。當自由黨被認為不會對奧地利的民主構成威脅，9月歐盟取消了制裁，國內政局和對外關係逐步恢復正常。2002年9月，由於執政兩黨在關於政策和領導權的爭執加劇，人民黨總理沃爾夫岡·許塞爾宣佈提前舉行議會選舉。在當年11月的選舉中人民黨的地位獲得鞏固，取得79席和42.3%選票，取回第一大黨地位，而自由黨得票率大幅下降，議席大減至18席，只得到10.1%的選票。
在2006年10月1日的大選中，社民黨以微弱優勢獲勝，重新獲得了對政府的主導權並最終與人民黨再次組成“大聯合政府”。
2008年人民黨因為預算爭議，宣佈退出持續一年半的大聯合政府，奧地利於當年9月28日提前舉行國民議會選舉。雖然在選舉中社民黨和人民黨的得票率皆創歷來新低，社民黨大幅度下降至不足30％並失去了11個議席，但仍以約3.3個百分點的優勢超過了人民黨的得票率。在經過艱苦談判之後，最終兩黨於當年12月2日達成妥協並重新組建大聯合政府，维尔纳·法伊曼成為新任總理。
在2013年9月29日的新一屆國民議會選舉中，社民黨和人民黨的得票率自2008年選舉以來繼續創新低，分別祗得到了26.8%和24.0%的選票，在總得票勉強超過半數議席之後得以繼續聯合執政，成為奧地利第二共和國史上得票優勢最微弱的聯合政府。歷史遺留問題，歐洲經濟危機帶來的對歐洲一體化的不信任感，東歐劇變及歐盟東擴后大量東歐移民帶來的社會和治安問題等是進入21世紀以來奧地利選民趨嚮保守及極右黨派在選舉中不斷擴大勢力的根本原因，而右翼的奧地利自由黨更是2013年選舉中的最大贏家，其21%的得票率與議會傳統的兩大黨派之一人民黨的得票率已經相差無幾。此外，由旅加拿大的奧地利富翁Frank Stronach組建的對歐盟及歐元持抵制態度、但持自由主義的施特羅那赫團隊，在成立剛滿一年之後就獲得了5.7%的支持率並在大選中一舉拿下了10個議會席位（按照2013年夏季的民意調查結果該黨甚至希望能夠獲得20個左右的議會席位），也可以說明當前的經濟及政治背景下奧地利選民的消極保守態度。
在2017年10月15日举行的奥地利议会选举中，奥地利人民党取得国民议会183个议席中的62席，上届选举第一大党奥地利社会民主党则取得52席居次位，奥地利自由党取得51席。奥地利人民党（ÖVP）成为国会第一大党。NEOS－新奥地利和自由论坛名列第四，有10个席位，彼得·皮尔兹名单（在选战开始时与绿党）第一次进入议会，排在第五位，拥有8个席位。上届取得24个席位的绿党则未能跨越4％的门槛，没有得到席位。人民党领导人库尔茨随后与自由党组建联合政府，库尔茨成為奥地利最年輕的總理。但僅兩年便因自由党與俄羅斯的醜聞，联合政府解散，库尔茨亦因不信任動議而短暫下台。同年大選，人民党成為第一大党，随后与绿党組成联合政府。

## 行政区划

奧地利地區行政

奥地利由9个联邦州（Bundesland）组成，联邦州以下设84个县（Bezirk），县以下设市（Stadt）和市镇（Gemeinde）。
|  |   | 联邦州       | 首府       | 人口      | 面积 平方千米 | 人口密度 每平方千米 | 城市数 | 市镇数 含城市 |
|  | - | ------------ | ---------- | --------- | ------------- | ------------------- | ------ | ------------- |
|  | 1 | 布尔根兰州   | 艾森施塔特 | 278,655   | 3,965         | 70.3                | 13     | 171           |
|  | 2 | 克恩顿州     | 克拉根福   | 560,089   | 9,536         | 58.7                | 17     | 132           |
|  | 3 | 下奥地利州   | 圣珀尔滕   | 1,575,291 | 19,178        | 82.1                | 74     | 573           |
|  | 4 | 上奥地利州   | 林茨       | 1,399,226 | 11,982        | 116.8               | 29     | 444           |
|  | 5 | 萨尔茨堡州   | 萨尔茨堡   | 526,875   | 7,154         | 73.6                | 10     | 119           |
|  | 6 | 施泰尔马克州 | 格拉茨     | 1,199,489 | 16,392        | 73.2                | 34     | 543           |
|  | 7 | 蒂罗尔州     | 因斯布鲁克 | 693,651   | 12,648        | 54.8                | 11     | 279           |
|  | 8 | 福拉尔贝格州 | 布雷根茨   | 362,258   | 2,601         | 139.3               | 5      | 96            |
|  | 9 | 维也纳州     | 维也纳     | 1,637,772 | 415           | 3946.4              | 1      | 1             |

2005年数据，资料来源为奥地利统计局。

## 地理

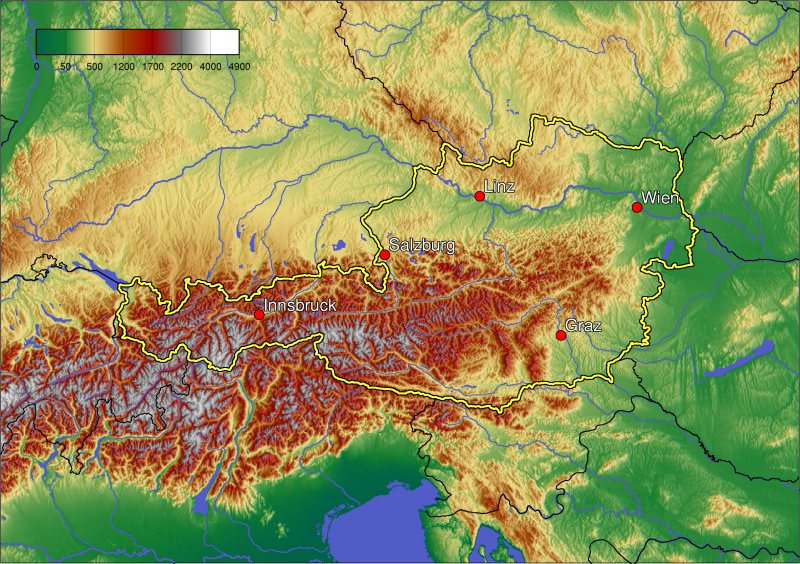
奧地利地形圖

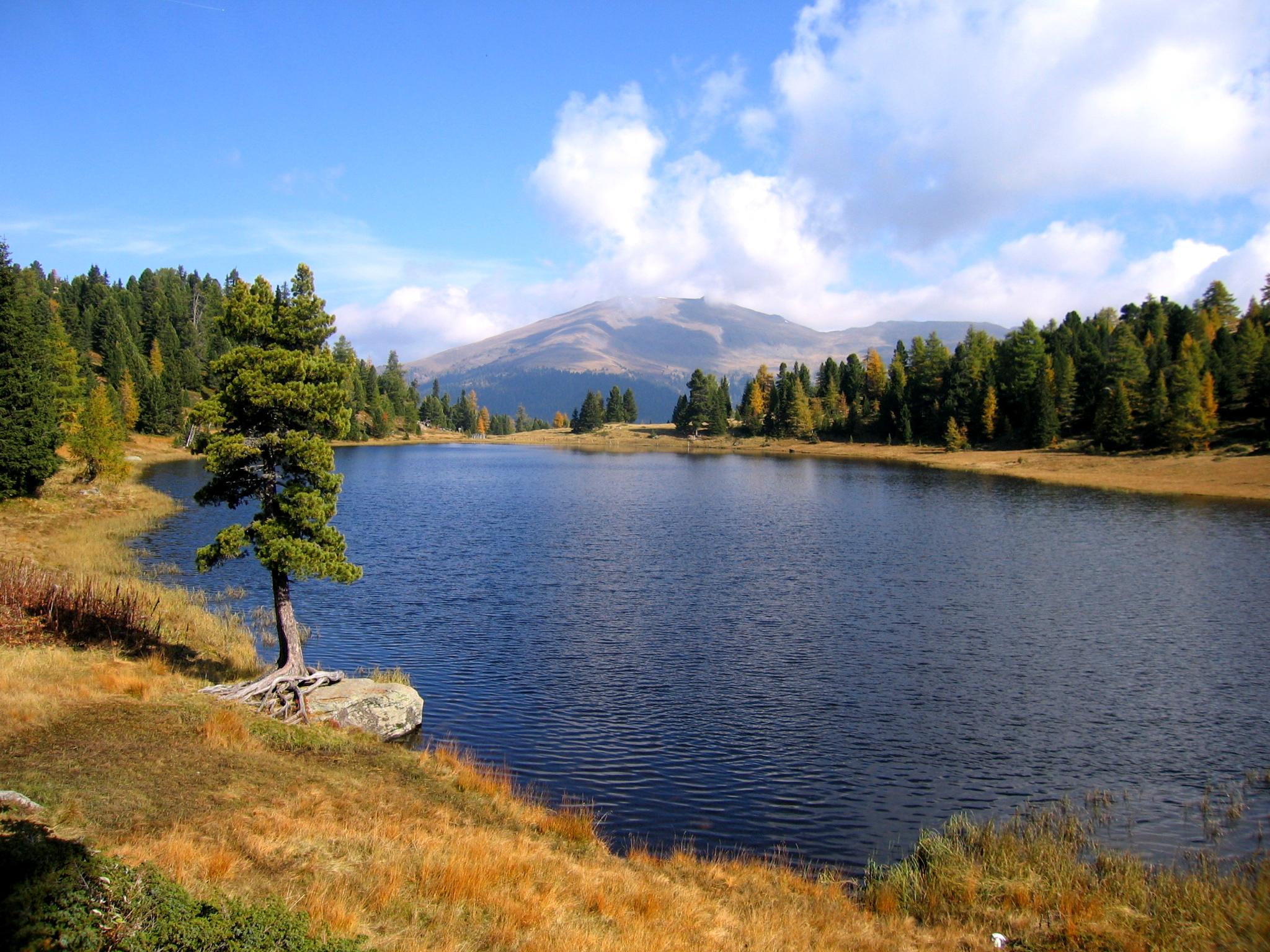
奧地利黑湖

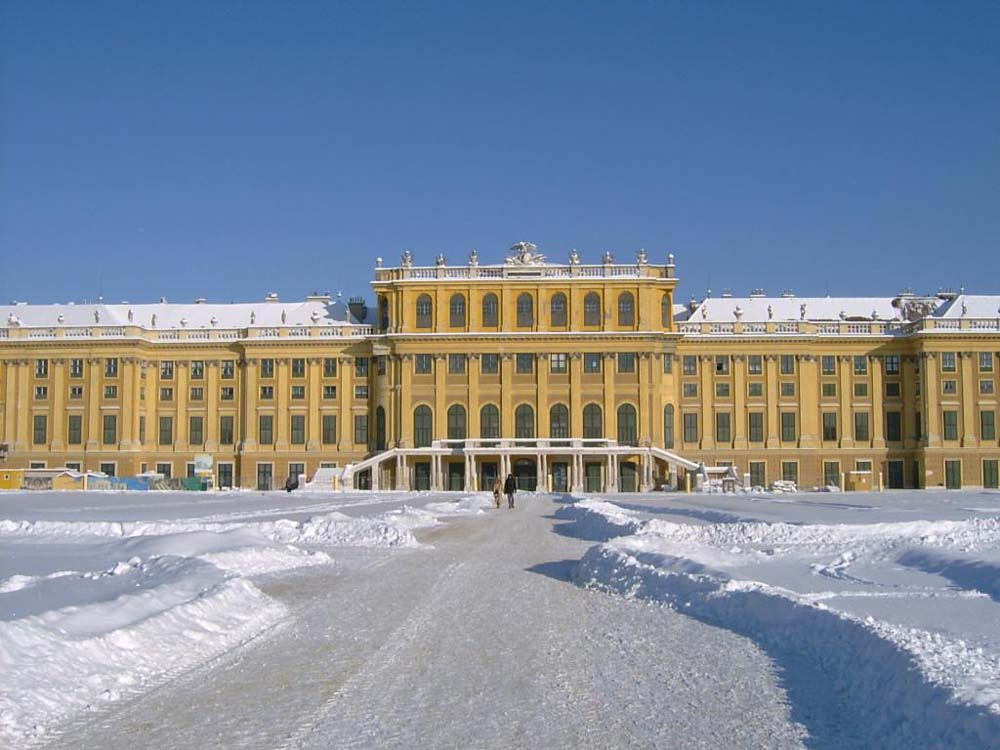
2003冬奥地利雪景

奥地利是一個位於歐洲中部的內陸國。地勢西高東低，阿尔卑斯山贯穿奥地利的西部和南部，这使得奥地利成为著名的冬季运动胜地。山地占國土面積的70%。山脉南北兩側是石灰岩帶，中央是結晶岩帶。最高峰为大格洛克納山，海拔3,798米。東北部是維也納盆地，东南部和北部为丘陵地型及高原。多瑙河流經東北部，在境內長350公里。南部有穆爾河和德拉瓦河，西部則有因河和薩爾察赫河等。奥地利大部分地區處於溫帶海洋性氣候和溫帶大陸性濕潤氣候過渡區內，氣候溫和，冬季寒冷、夏季凉爽。奧地利的森林覆蓋率約為46.7%。
首都為座落於多瑙河邊的維也納。其它主要城市包括薩爾茨堡、因斯布魯克、格拉茨和林茨等。
總面積約83,879平方公里。

## 经济

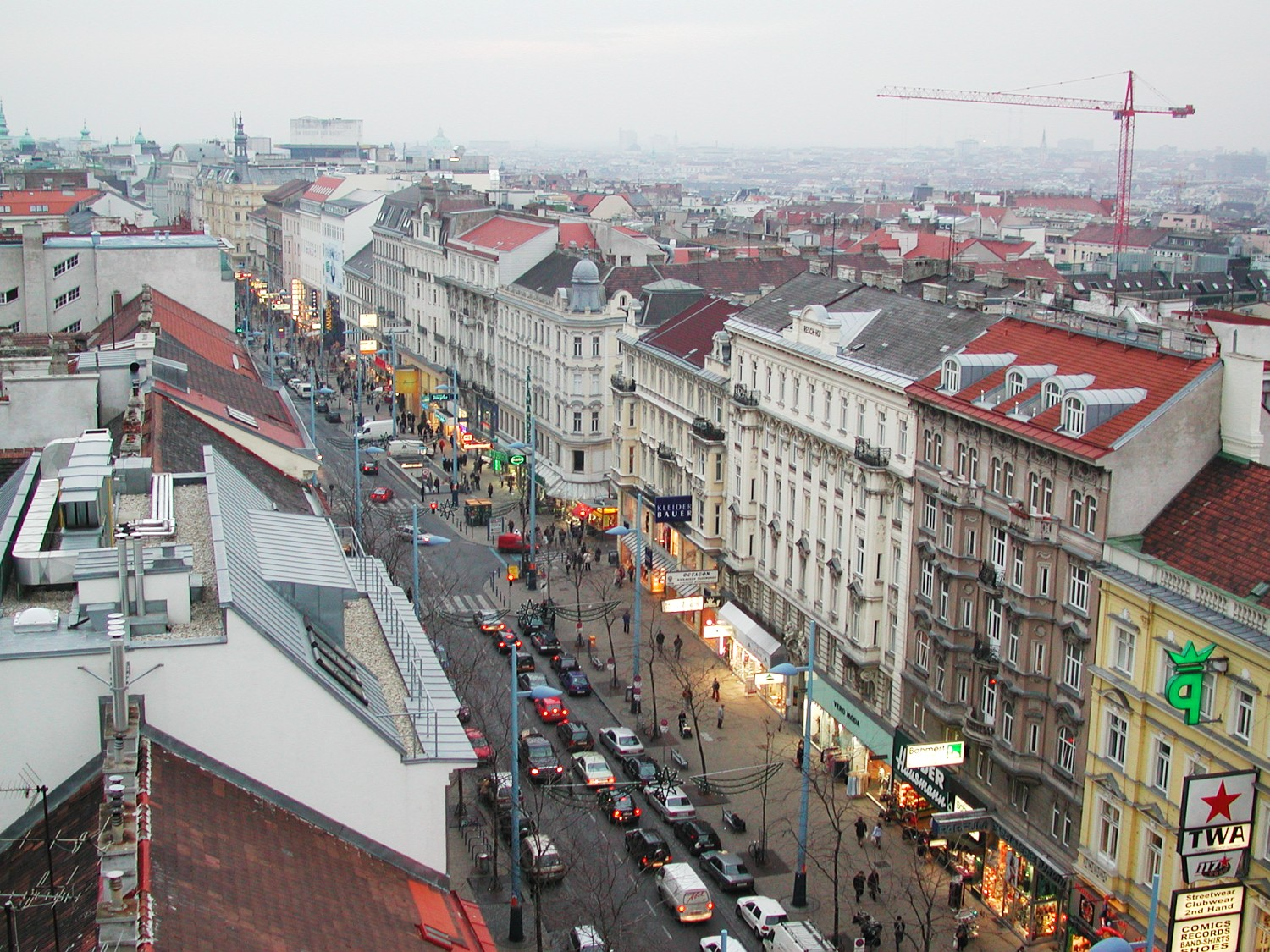
維也納的瑪利亞希爾夫購物區

奥地利的市场经济發達，人民生活水準较高。同時奧地利的工農業都比較發達。工業主要有冶金、機械、石油、化工、電器、紡織、木材加工、水力發電等；畜牧業以養牛、豬為主。農作物有馬鈴薯、甜菜、小麥、玉米等。奥地利的经济与其它欧盟国家联系紧密，特别是与德国。加入欧盟使奥地利直接进入统一的欧盟市场，由此带来了更多的外资。2006年奥地利的GDP增长率为3.3%。

## 人口

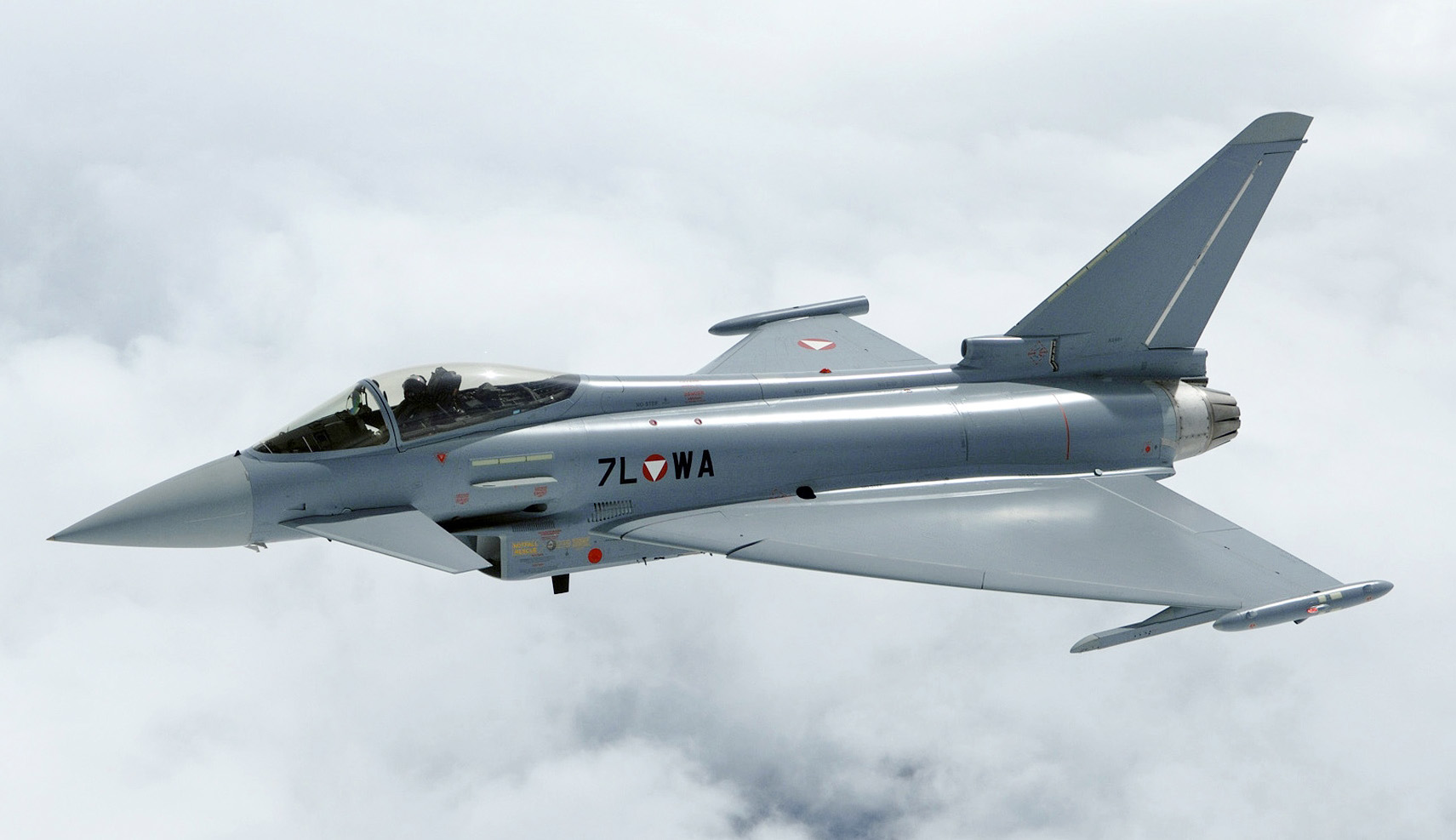
奧地利颱風戰機

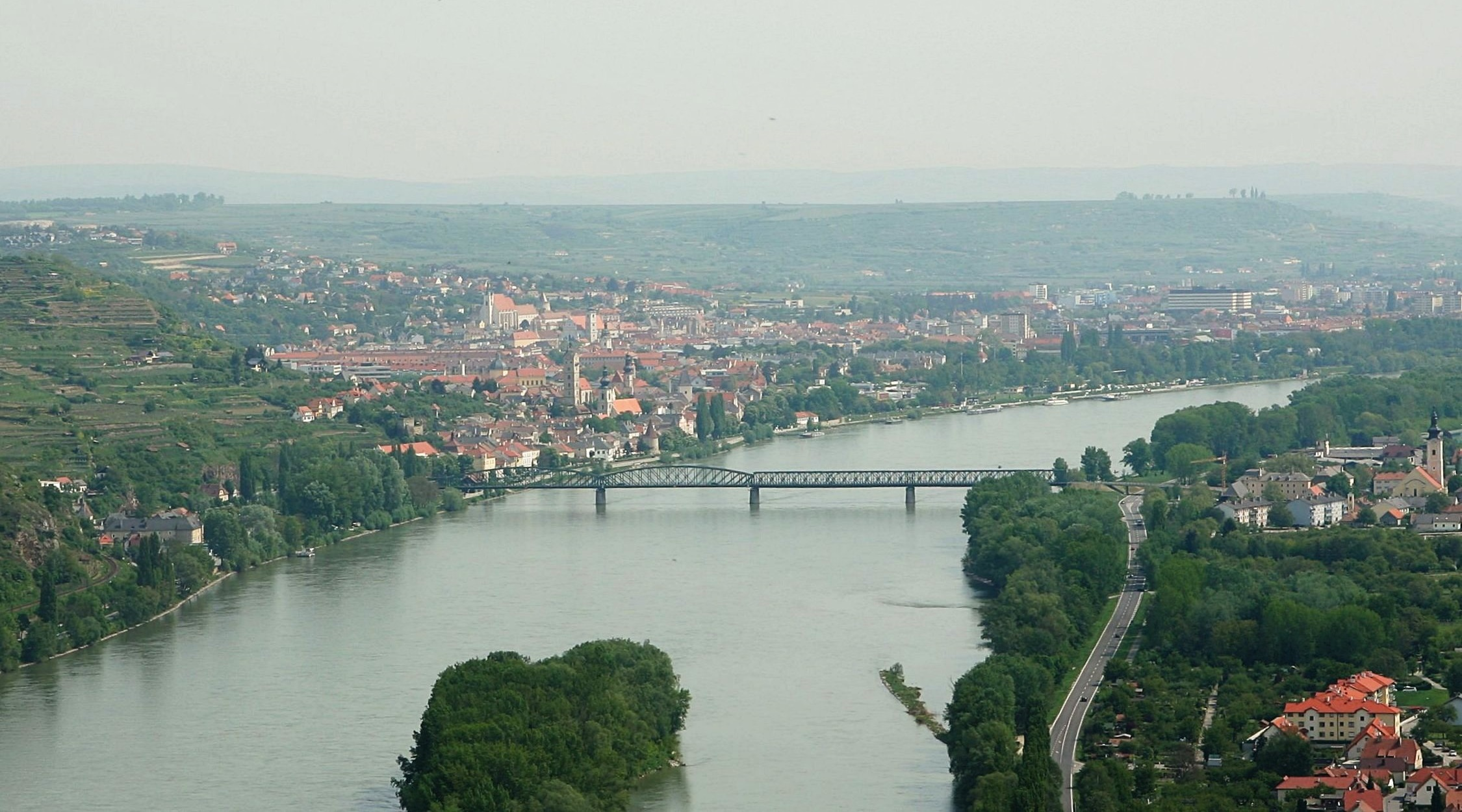
多瑙河畔克雷姆斯

奥地利有92%的人口稱自己的族系為奧地利人（這數字曾更接近百分之百，直到1990年代南斯拉夫的難民湧入奧地利為止），屬歐羅巴人種，大多為阿爾卑斯類型，而其余大约10%的奥地利人口並非奥地利裔。这些人大多来自周边地區，特别是东欧国家。另外有约1万8千名斯洛文尼亚族人在克恩顿州和施泰爾馬克州定居。地處歐洲三大族（日耳曼、斯拉夫、拉丁）之交匯處，奧地利人主要由屬於日耳曼部落群的阿勒曼尼人、巴伐利亞人、法蘭克人結合而成，並吸收有馬扎兒人、匈奴人、斯拉夫人以及羅馬化的土著居民的成分。他們雖與德意志人在族源和語言上有不少近似的地方，但卻有著自己獨特的民族形成過程。
大約68.2%的奥地利人信奉基督教，55.2％為天主教，4.9％為東正教，3.8%為新教，4.3%為其他教派。其他宗教包括伊斯兰教（6%）、佛教、印度教等。
犹太人曾大量居住在奥地利，1930年时猶太人數量超過十萬，但後来受到第二次世界大战的影響，数量剧减。1900年全國人口只有大约6,003,845人，之後全國人口逐漸回升，據2017年3月14日全國人口統計奧地利共有8,598,375人。

### 最大城市
| 奧地利最大城市排名 2022年統計 | 奧地利最大城市排名 2022年統計 | 奧地利最大城市排名 2022年統計 | 奧地利最大城市排名 2022年統計 | 奧地利最大城市排名 2022年統計 | 奧地利最大城市排名 2022年統計 | 奧地利最大城市排名 2022年統計 | 奧地利最大城市排名 2022年統計 | 奧地利最大城市排名 2022年統計 | 奧地利最大城市排名 2022年統計 |
|                               | 排名                          | 名称                          |                               | 人口                          | 排名                          | 名称                          |                               | 人口                          |                               |
| ----------------------------- | ----------------------------- | ----------------------------- | ----------------------------- | ----------------------------- | ----------------------------- | ----------------------------- | ----------------------------- | ----------------------------- | ----------------------------- |
| 維也納 格拉茨                 | 1                             | 維也納                        | 維也納州                      | 1,812,605                     | 11                            | 維也納新城                    | 下奧地利州                    | 42,273                        | 林茲 薩爾斯堡                 |
| 維也納 格拉茨                 | 2                             | 格拉茨                        | 施泰爾馬克州                  | 269,997                       | 12                            | 施泰爾                        | 上奧地利州                    | 38,120                        | 林茲 薩爾斯堡                 |
| 維也納 格拉茨                 | 3                             | 林茲                          | 上奧地利州                    | 193,814                       | 13                            | 費爾德基希                    | 福拉爾貝格州                  | 31,428                        | 林茲 薩爾斯堡                 |
| 維也納 格拉茨                 | 4                             | 薩爾斯堡                      | 薩爾斯堡州                    | 146,631                       | 14                            | 布雷根茲                      | 福拉爾貝格州                  | 28,412                        | 林茲 薩爾斯堡                 |
| 維也納 格拉茨                 | 5                             | 因斯布魯克                    | 蒂羅爾州                      | 124,579                       | 15                            | 萊昂丁                        | 上奧地利州                    | 26,174                        | 林茲 薩爾斯堡                 |
| 維也納 格拉茨                 | 6                             | 克拉根福                      | 克恩頓州                      | 96,640                        | 16                            | 克洛斯特新堡                  | 下奧地利州                    | 26,395                        | 林茲 薩爾斯堡                 |
| 維也納 格拉茨                 | 7                             | 菲拉赫                        | 克恩頓州                      | 60,004                        | 17                            | 巴登                          | 下奧地利州                    | 25,229                        | 林茲 薩爾斯堡                 |
| 維也納 格拉茨                 | 8                             | 韋爾斯                        | 上奧地利州                    | 59,339                        | 18                            | 沃爾夫斯伯格                  | 克恩頓州                      | 24,993                        | 林茲 薩爾斯堡                 |
| 維也納 格拉茨                 | 9                             | 聖帕爾滕                      | 下奧地利州                    | 52,145                        | 19                            | 萊奧本                        | 施泰爾馬克州                  | 24,466                        | 林茲 薩爾斯堡                 |
| 維也納 格拉茨                 | 10                            | 多恩比恩                      | 福拉爾貝格州                  | 46,883                        | 20                            | 多瑙河畔克雷姆斯              | 下奧地利州                    | 24,085                        | 林茲 薩爾斯堡                 |

## 语言
奥地利的官方语言是德语，口語使用上德語的多種方言（下阿勒曼尼方言、中巴伐利亞方言、下巴伐利亞方言），與書面語差別較大。奥地利的德语标准与德国使用的德语标准也有一些区别。

## 教育
1774年，奧地利當時還屬於神聖羅馬帝國的一部分，女大公爵玛丽亚·特蕾西亚開先河為當時的奧地利訂定教育制度的基礎。奧地利的教育體制由聯邦政府控制，對6-15歲的兒童實行9年義務教育，其教育體制大體上可以分為4個部分，亦即學前教育、初等教育、中等教育及高等教育。

### 學前教育
大部分滿3歲的兒童會進入幼稚園學習，但非強迫性。

### 初等教育
迄兒童滿6歲時 （每年9月1日為界定日） 即須進入國民小學（Volksschule）接受為期4年的教育。期間，學齡兒童的學費、書費和上學交通費用由國家負擔。可就讀的學校除了一般國家設立的學校之外，在特定條件下尚可前往當地的私立學校就讀，甚至在家中學習。

### 中等教育
繼國民小學後，學童約10歲，可以選擇進入普通中學（AHS Unterstufe, Allgemeinbildende höhere Schule）抑或是主幹中學（Hauptschule），為期4年。普通中學設有入學考試，須通過考試才可以就讀；主幹中學則無此限制。若學童有特殊問題可擇特別學校（Sonderschule）為其學習的機構。迄順利完成8年級（9年義務教育）的學習後，學童將面臨從4種教育機構中，即普通高中（AHS Oberstufe）、高階職訓學校（BHS, Berufsbildende höhere Schulen）、中級職訓學校（BMS, Berufsbildende mittlere Schulen）、多元技術學校附設進階職校（Polytechnische Schule mit anschließender Berufsschule），擇一就讀，每一種皆為新的階段，而其中只有高階職訓學校（BHS）需考試且有分數門檻。由高階職業學校及普通高中躍升至高等教育時，須通過畢業考試（Matura）。

### 高等教育
奥地利的高等院校主要分兩種，分別為大學（Universität）與高等技術院校（Fachhochschule）。奧地利大學學習年限一般為4-5年，其中基礎學習階段為2年，專業學習階段為2-3年。學生在規定的年限內要完成必修課、選修課的學習，通過考試取得必要的學分，學習的最後階段寫篇畢業論文，在通過之後即可畢業。奧地利只在大學裏設一個高級學位──博士學位。博士生教育是本科生教育的自然延續。能否成為博士生要看本人的研究能力和導師同意與否。博士生年齡不限，在奧地利的大學裡不設研究生院，博士生教育沒有專門的機構負責組織安排，主要形式由導師指導。傳統學制無學士學位，稱為Diplomstudium，分為2-3大階段（Abschnitt）。修學分通過各個階段畢業考試及論文（Diplomarbeit）答辯後授予碩士學位（Magister；工科為Diplom-Ingenieur）。修得碩士學位後得進入博士班（Doktoratsstudium），撰寫博士論文（Dissertation）通過答辯後依學術分類授予不同的博士學位（Doktor）。奧地利學制嚴謹，原則上，攻讀博士領域須與先前所修碩士同一類別。近年奧地利改革高等教育，引進學士學位（Baccalaureus），但至目前為止，僅有極少數系所提供學士課程（Bakkalaureatsstudium），大部分系所仍以傳統Diplomstudium修業規定授課。1980年代以前，各藝術院校畢業文憑稱Diplom，商學院畢業文憑稱Diplom-Kaufmann，相當於今日的藝術碩士（Mag.art.）及社會經濟學碩士（Mag.rer.soc.oec.）。工學碩士至今仍然使用Diplom-Ingenieur的傳統名稱。奧地利公立大學採分工制，各校水準平均，學生是以希望修習科目及交通便利與否作為選校依據。與私立院校相比，公立大學文憑極受重視。私立大學，前三所由奧地利機構成立的以外，後兩校僅在美制工商管理碩士等企業管理系所受到重視。

## 文化
奥地利产生过很多著名的作曲家，例如约瑟夫·海顿、沃尔夫冈·阿马德乌斯·莫扎特、弗朗茨·舒伯特、安东·布鲁克纳、老约翰·施特劳斯、小约翰·施特劳斯、古斯塔夫·馬勒、阿诺德·勋伯格、安东·韦伯恩、阿尔班·贝尔格等。其他著名的奥地利人包括物理学家路德维希·玻尔兹曼、埃尔温·薛定谔，纳粹德国元首阿道夫·希特勒，天文学家格奥尔格·冯·波伊尔巴赫，哲学家路德维希·维特根斯坦，數學家库尔特·哥德尔，精神分析学家西格蒙德·弗洛伊德，诗人彼特·罗泽格和画家古斯塔夫·克林姆等。

### 传统节日
| 日期     | 中文名             | 德文名 | 備注                                      |
| -------- | ------------------ | ------ | ----------------------------------------- |
| 1月1日   | 新年               |        |                                           |
| 1月6日   | 主显节             |        |                                           |
| 日期不定 | 复活节星期日       |        | 耶稣受难日（复活节之前2天）為法定新教節日 |
| 日期不定 | 复活节星期一       |        |                                           |
| 5月1日   |                    |        | 亦为劳动节                                |
| 日期不定 | 耶稣升天日         |        | 复活节40天后的星期四                      |
| 日期不定 | 聖神降臨節星期日   |        |                                           |
| 日期不定 | 聖神降臨節星期一   |        |                                           |
| 日期不定 | 基督聖體聖血節     |        | 聖神降臨節 11天后的星期四                 |
| 8月15日  | 圣母升天节         |        |                                           |
| 10月26日 | 国庆日             |        | 1955年通过永久保持中立的法律。            |
| 11月1日  | 諸聖日             |        |                                           |
| 12月8日  | 聖母無染原罪瞻禮日 |        |                                           |
| 12月25日 | 圣诞节             | ,      |                                           |
| 12月26日 | 圣诞节翌日         |        |                                           |
| 12月31日 | 跨年日             |        |                                           |

## 觀光

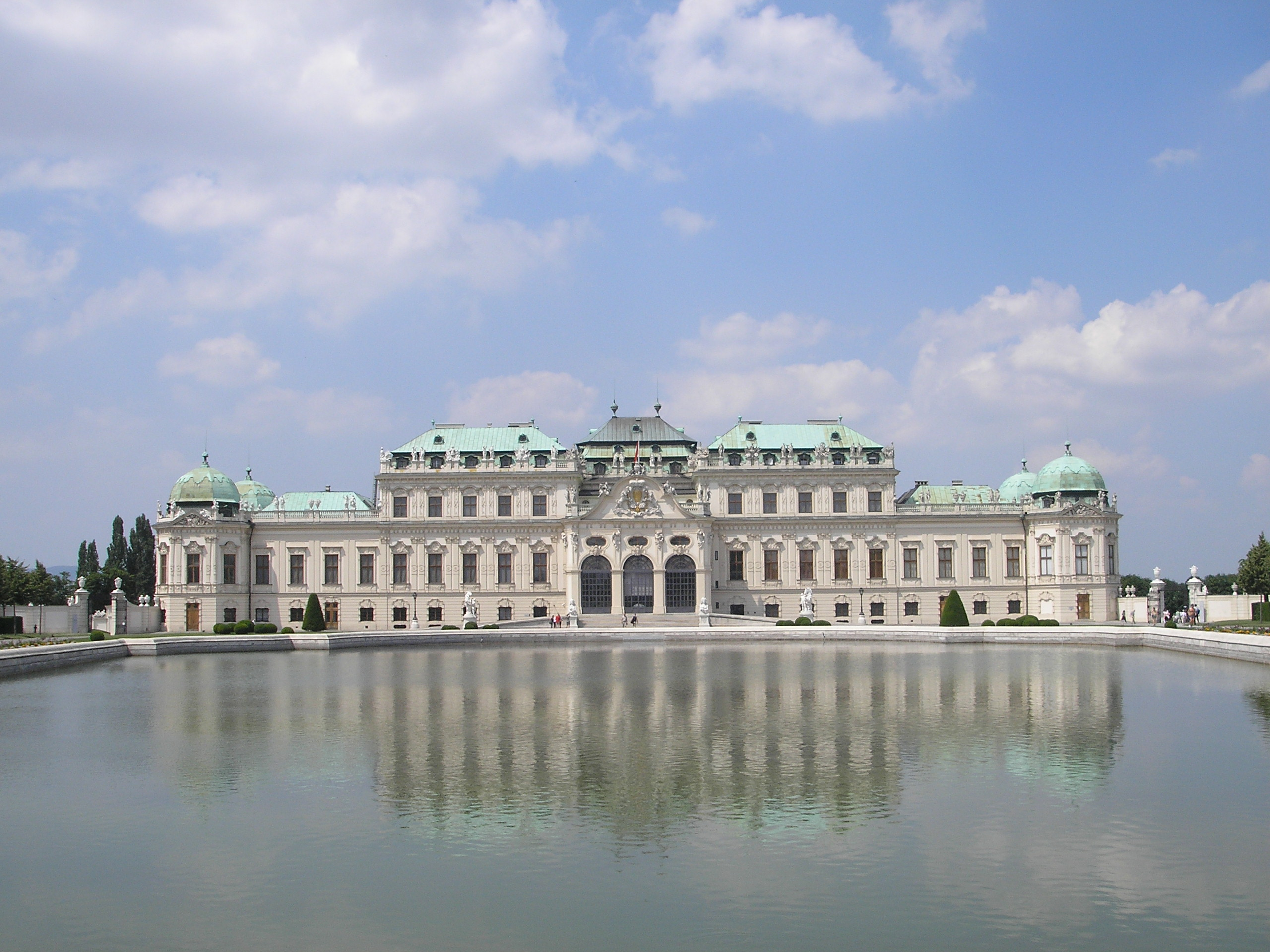
奧地利維也納美景宮

觀光業是奧地利經濟的重要產業，佔奧地利GDP總量的約9%。奧地利的遊客主要集中在夏季和冬季，峰值是二月和七月至八月。2007年，奧地利是世界國際旅遊收入排名第八位的國家，達189億美元。在世界入境遊客數排名中，奧地利排名第12位，達2,080萬人。除了薩爾茨堡、維也納等城市之外，阿爾卑斯山的山地景觀也是奧地利重要的旅遊資源。奧地利主要國際遊客來源地如下：
| 排名 | 國家     | 人數       |
| ---- | -------- | ---------- |
| 1    | 德国     | 11,750,027 |
| 2    | 荷蘭     | 1,671,581  |
| 3    | 瑞士     | 1,309,660  |
| 4    | 義大利   | 1,051,490  |
| 5    | 英国     | 802,552    |
| 6    | 捷克     | 660,086    |
| 7    | 美国     | 632,512    |
| 8    | 法國     | 516,770    |
| 9    | 比利时   | 514,264    |
| 10   | 中國     | 497,925    |
| 11   | 匈牙利   | 493,055    |
| 12   | 俄羅斯   | 467,565    |
| 13   | 波蘭     | 425,730    |
| 14   | 西班牙   | 309,794    |
| 15   | 丹麦     | 264,704    |
| 16   | 羅馬尼亞 | 264,704    |
| 17   | 日本     | 245,306    |
| 18   |          | 234,557    |
| 19   | 瑞典     | 205,501    |
| 20   | 斯洛伐克 | 176,760    |
|      | 總計     | 25,291,371 |

## 體育

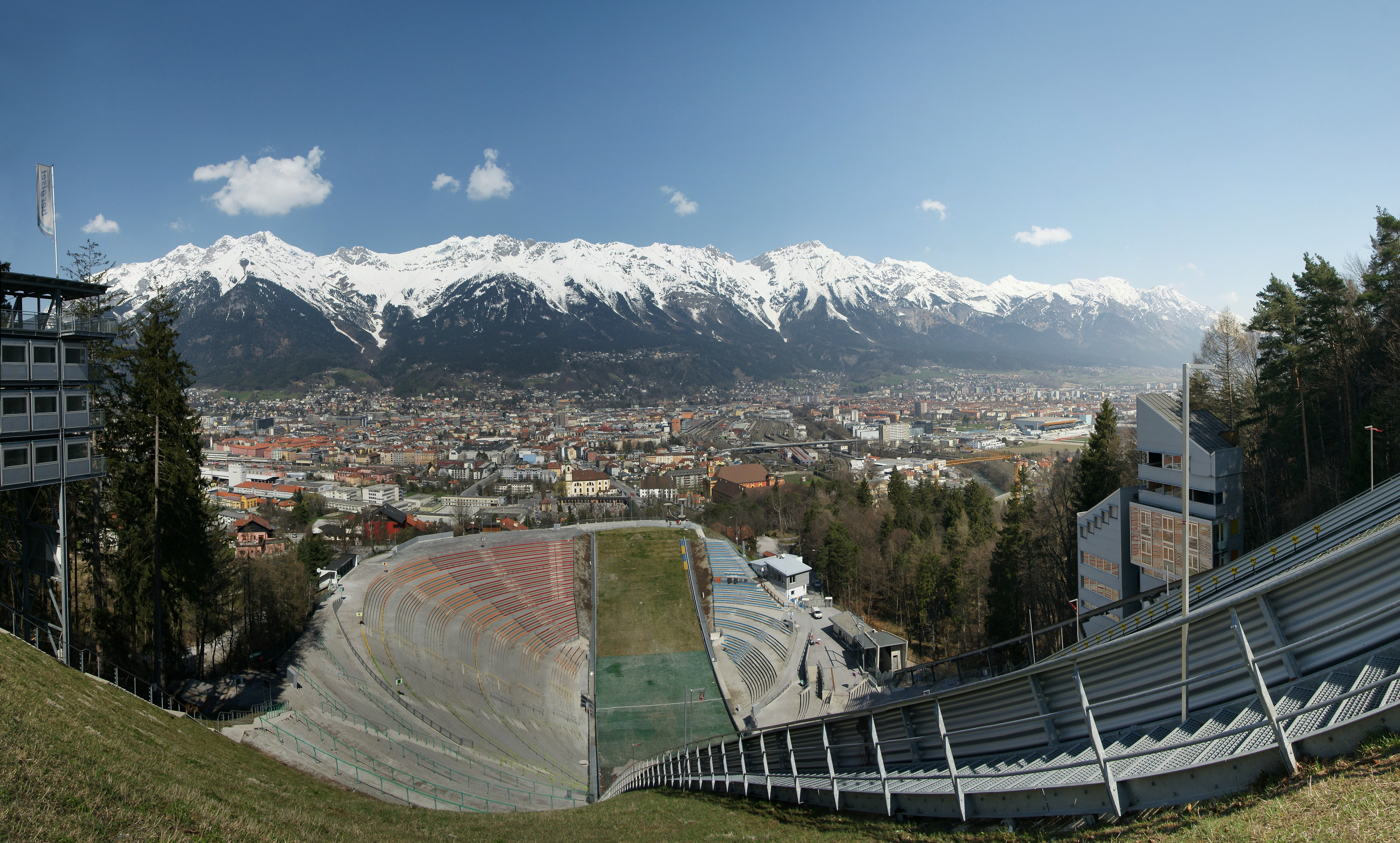
因斯布魯克舉辦1964年和1976年冬季奧運會和2012年冬季青年奧運會

由於奧地利為多山的地形，所以高山滑雪是一項突出的運動。
足球是奧地利的第一運動，國內的足球聯賽亦是奧地利最受歡迎的體育聯盟，維也納快速隊和奧地利維也納足球俱乐部是國內最為成功的兩隻球會，亦多次參與歐洲冠軍聯賽。
奧地利的職業運動，除了足球還有奧地利冰球聯賽和奧地利籃球聯賽。

## 外交

### 中奥關係
在清朝旧译名为奥斯马加（当时奥地利是奥匈帝国的一部分），同治八年（1869年）清朝与奥斯马加签订了“和约四十五款，通商章程九款，税则一册”。光绪二十七年（1901年）清朝又与奥斯马加签订了《辛丑条约》。

### 马来西亚
奥地利在马来西亚吉隆坡设有大使馆，而马来西亚也在维也纳设有大使馆。
马来西亚是奥地利在东南亚最重要的贸易伙伴之一。在2003年，奥地利出口至马来西亚的产品有机械、电子元件（特别是电机及其零件、纸张、纸板、电讯设备）和医疗药品下降了10.8％，总贸易额为8260万。马来西亚主要进口至奥地利的产品为，即电子和电气产品，尤其是半导体，减半至2亿3640万。在吉隆坡，奥地利贸易办公室为奥地利和马来西亚公司提供支持，以帮助他们建立新的伙伴关系。
奥地利总统海因茨·菲舍尔于2010年11月7日至9日对马来西亚进行国事访问时，访问了吉隆坡和马六甲市。

## 圖片

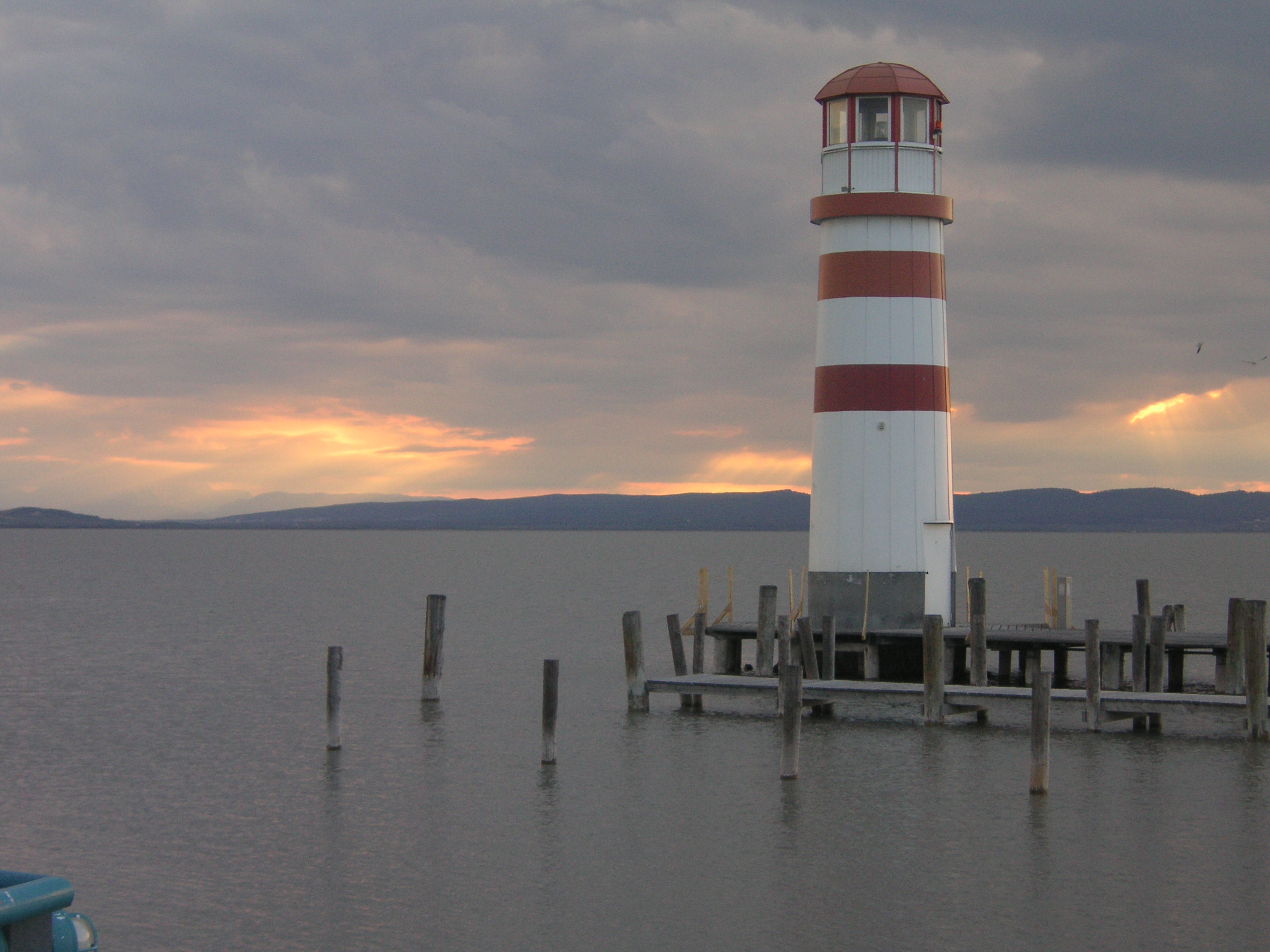
新錫德爾湖
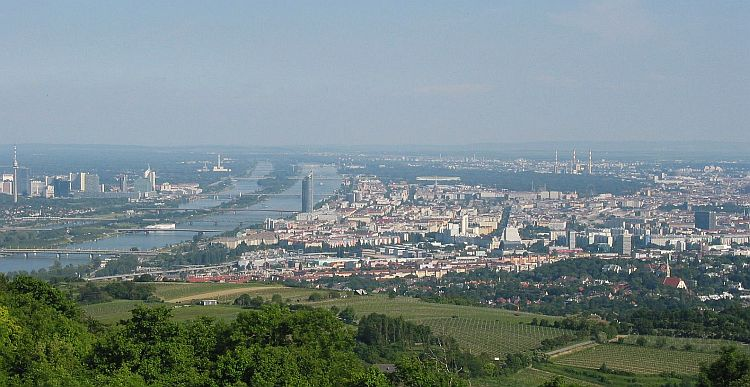
維也納盆地
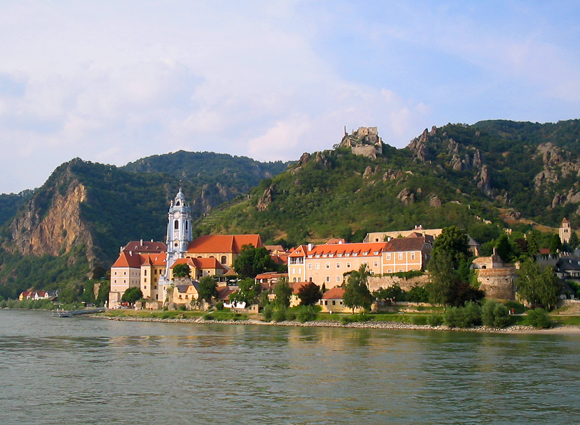
瓦豪
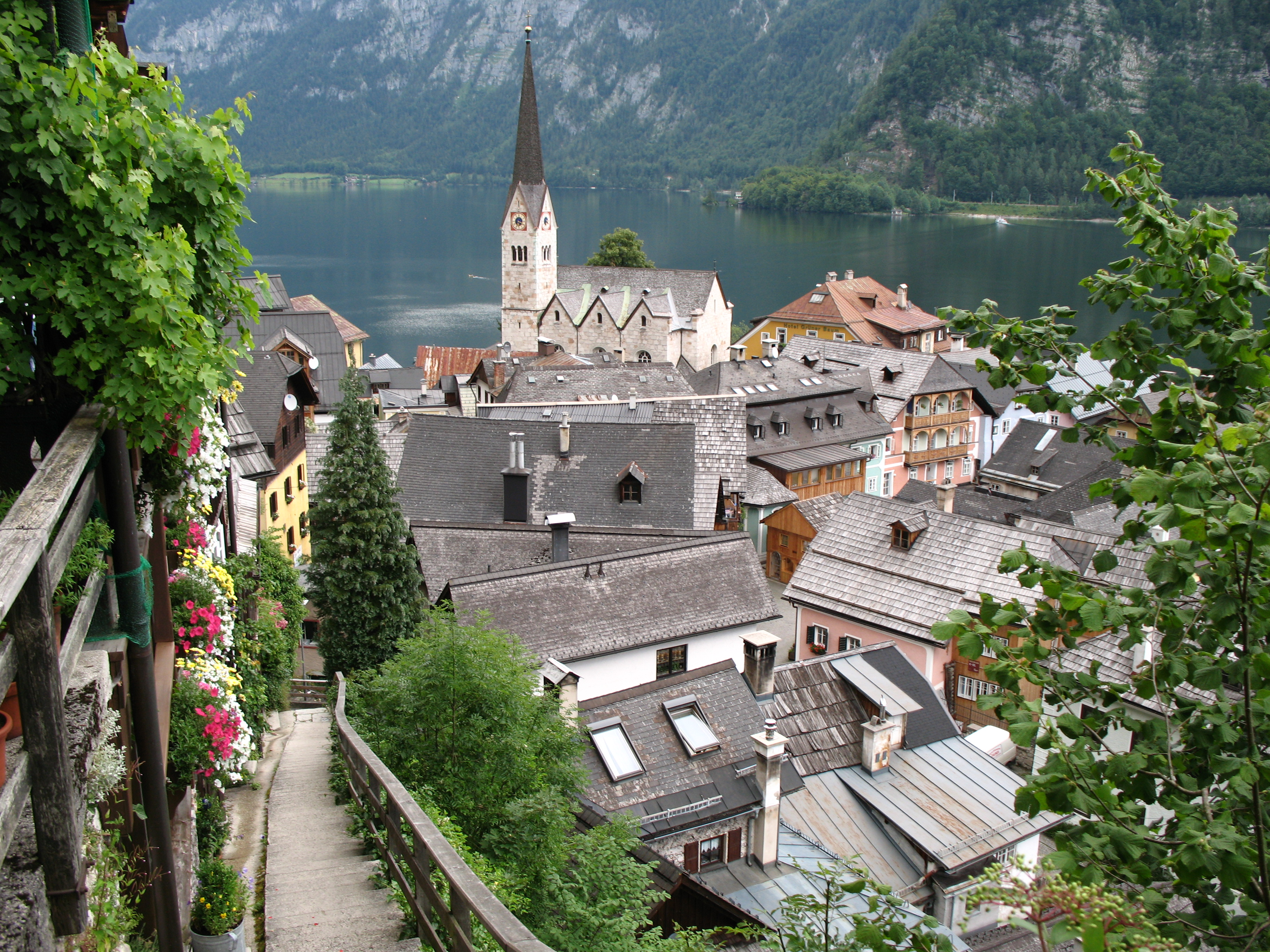
哈爾施塔特
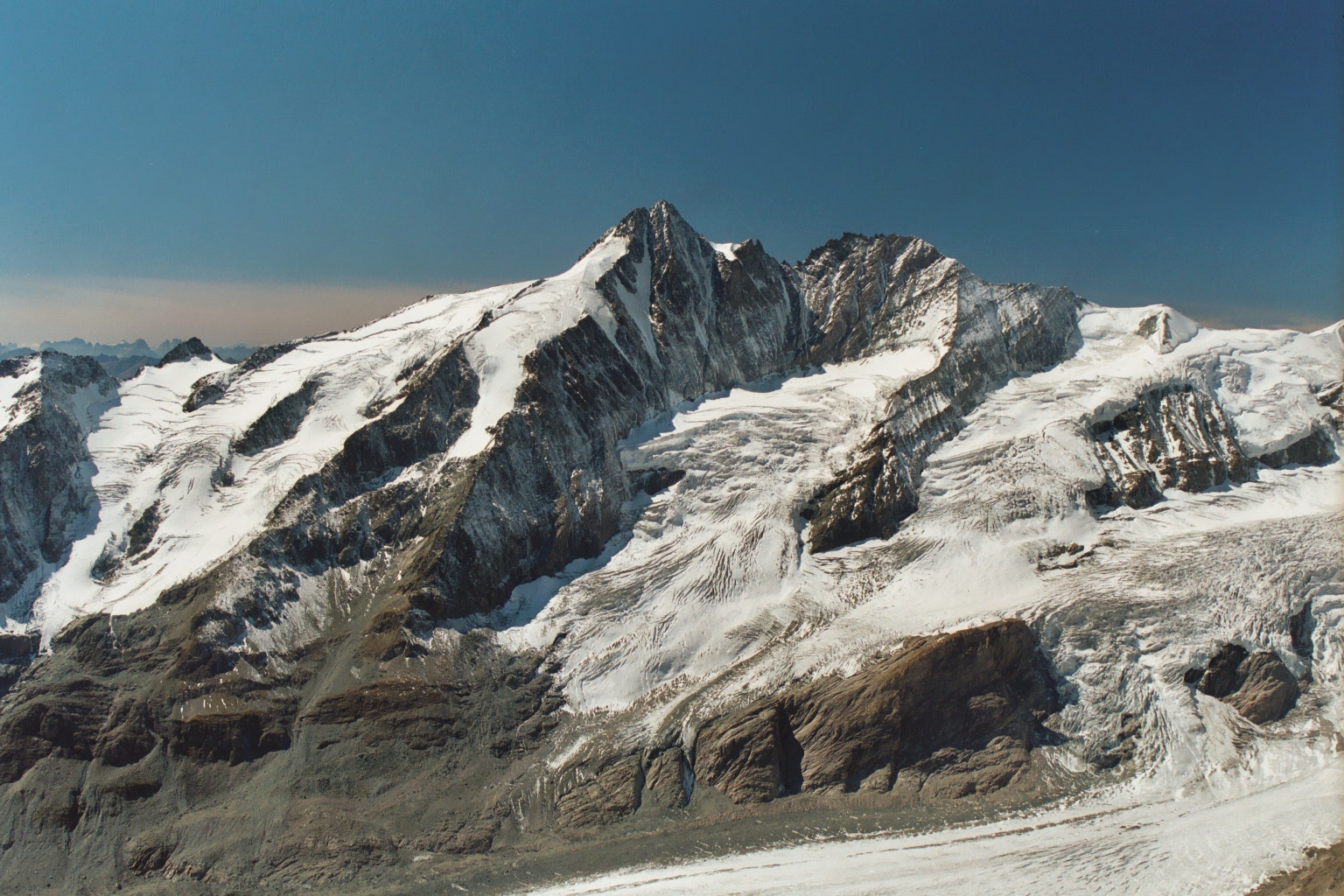
大格洛克納山